# Propargite
 (juin 2019).
Si vous disposez d'ouvrages ou d'articles de référence ou si vous connaissez des sites web de qualité traitant du thème abordé ici, merci de compléter l'article en donnant les références utiles à sa vérifiabilité et en les liant à la section « Notes et références ».
Le propargite ((4-tert-butylphénoxy) cyclohexyl prop-2-yne-1-sulfonate), appellations commerciales Mitex , Omite et Comite) est une substance chimique de formule brute C19H26O4S, utilisée comme acaricide dans l'agriculture.
Il est hautement toxique pour les amphibiens, les poissons et le zooplancton, ainsi que pour son potentiel cancérogène.
Cet insecticide est soupçonné d'être l'une des causes de la pandémie qui décime les abeilles en Europe. Son emploi dans l'agriculture est interdit en France depuis 2011.